# Apanteles drusilla
Apanteles drusilla är en stekelart som beskrevs av Nixon 1972. Apanteles drusilla ingår i släktet Apanteles och familjen bracksteklar. Arten är reproducerande i Sverige. Inga underarter finns listade i Catalogue of Life.